# Charlie Brown
Charles "Charlie" Brown je fiktivni lik u stripu Peanuts. Osmislio ga je Charles M. Shulz.
U stripu se pojavio 2. listopada 1950.
Charlie Brown je ćelavi dječak koji ima 8 godina i nešto mlađu sestricu Sally Brown (od svoje sestre također je dobio i nadimak "Veliki Brat") te svog ljubimca Snoopya, koji je bigl. 
Rođendan mu je 30. listopada.